# Zwitserland op het Eurovisiesongfestival 2013
Zwitserland nam deel aan het Eurovisiesongfestival 2013 in Malmö, Zweden. Het was de 54ste deelname van het land op het Eurovisiesongfestival. SRG SSR was verantwoordelijk voor de Zwitserse bijdrage voor de editie van 2013. 

## Selectieprocedure
Net als in 2011 en 2012 konden de Zwitsers hun songfestivalinzending via een nationale finale kiezen. Deze vond plaats op zaterdag 15 december 2012. De Duitstalige  omroep SF kreeg opnieuw de leiding van de selectie, maar ook de Frans- en Italiaanstalige omroep konden enkele nummers inzenden. In tegenstelling tot vorig jaar zongen de finalisten dit jaar weer hun complete versie van hun lied. Het jaar ervoor moest er speciaal voor de finale een ingekorte versie worden gemaakt. De nationale finale vond voor de derde maal plaats in de Bodensee Arena in Kreuzlingen. De show werd gepresenteerd door Sven Epiney.

### SF-selectie
De Duitstalige omroep mocht vier acts selecteren voor de nationale finale. SF koos voor een internetselectie om zijn artiesten te selecteren. Geïnteresseerden konden zich aanvankelijk van 1 september tot en met 1 oktober 2012 online inschrijven, maar door het povere aantal inzendingen werd de selectie met een week verlengd. In de tweede helft van oktober kon er vervolgens worden gestemd. Ook een vakjury stemde mee voor 50 %. Lys Assia, die in 1956 het eerste Eurovisiesongfestival won, waagde opnieuw haar kans, maar wist zich niet te kwalificeren voor de nationale finale. Ook Mariella Farré, die Zwitserland in 1983 en 1985 vertegenwoordigde, waagde opnieuw haar kans, maar faalde. Ook oud-deelnemers uit het buitenland waagden hun kans: zowel Magdalena Tul (Polen 2011) als Gordon Heuckeroth (Nederland 2009) wisten zich niet te plaatsen voor de finale. Uiteindelijk wisten Anthony Bighead, Heilsarmee, Jesse Ritch en Melissa zich namens de Duitstalige omroep te plaatsen voor de nationale finale.

### RTS-selectie
De Franstalige omroep RTS had drie plekken te verdelen voor de nationale finale. Een selectiecomité besliste intern wie deze drie startbewijzen kregen. Op 5 november 2012 maakte RTS bekend dat Carrousel, Nicolas Fraissinet en Nill Klemm namens RTS zouden deelnemen aan Die grosse Entscheidungs Show 2012.

### RSI-selectie
De Italiaanstalige omroep maakte op 28 augustus bekend op welke wijze men de twee startbewijzen ging verdelen. Kandidaten konden zich van 1 tot en met 30 september inschrijven. Uiteindelijk koos RSI zeven finalisten die op 23 oktober 2012 mochten aantreden in een radio-uitzending op RSI Rete Tre, waar ze live hun nummer mochten brengen. Via televoting werden de twee finalisten gekozen die op 15 december in de nationale finale zouden aantreden. Onder de deelnemers was onder andere zangeres Chiara Dubey. Zij werd het vorige jaar nog derde tijdens de nationale finale. Zowel de vakjury als de televoters hadden de helft van de punten in handen. Uiteindelijk gingen Ally en Chiara Dubey namens de Italiaanstalige omroep naar de nationale finale.

## Die grosse Entscheidungs Show 2012
| Plaats | Artiest            | Lied                   | Percentage |
| ------ | ------------------ | ---------------------- | ---------- |
| 1      | Heilsarmee         | You and me             | 37,54 %    |
| 2      | Carrousel          | J'avais rendez-vous    | 17,26 %    |
| 3      | Jesse Rich         | Forever & a day        | 11,75 %    |
| 4      | Melissa            | The point of no return | 9,72 %     |
| 5      | Chiara Dubey       | Bella sera             | 9,04 %     |
| 6      | Nicolas Fraissinet | Lève-toi               | 6,55 %     |
| 7      | Anthony Bighead    | Do the monkey          | 5,66 %     |
| 8      | Nill Klemm         | On my way              | 1,69 %     |
| 9      | Ally               | Catch me               | 0,79 %     |

## In Malmö
Voor aanvang van het festival ontstond reeds beroering, aangezien de EBU liet weten dat Heilsarmee niet onder desbetreffende naam mocht deelnemen aan het Eurovisiesongfestival, aangezien hierdoor een te grote verwijzing wordt gemaakt naar het Leger des Heils. Daarop besliste de groep zijn naam te veranderen in Takasa. Zwitserland trad aan in de tweede halve finale, op donderdag 16 mei. Hier probeerde Takasa een finaleplek te behalen. You and me eindigde echter op de 13de plaats, waardoor het niet kon doorstoten.
1956 · 1957 · 1958 · 1959 · 1960 · 1961 · 1962 · 1963 · 1964 · 1965 · 1966 · 1967 · 1968 · 1969 · 1970 · 1971 · 1972 · 1973 · 1974 · 1975 · 1976 · 1977 · 1978 · 1979 · 1980 · 1981 · 1982 · 1983 · 1984 · 1985 · 1986 · 1987 · 1988 · 1989 · 1990 · 1991 · 1992 · 1993 · 1994 · 1995 · 1996 · 1997 · 1998 · 1999 · 2000 · 2001 · 2002 · 2003 · 2004 · 2005 · 2006 · 2007 · 2008 · 2009 · 2010 · 2011 · 2012 · 2013 · 2014 · 2015 · 2016 · 2017 · 2018 · 2019 · 2020 · 2021 · 2022 · 2023 · 2024 · 2025
Albanië · Armenië · Azerbeidzjan · België · Bulgarije ·  Cyprus · Denemarken · Duitsland · Estland · Finland · Frankrijk · Georgië · Griekenland · Hongarije · Ierland · IJsland · Israël · Italië ·  Kroatië · Letland · Litouwen · Macedonië · Malta · Moldavië · Montenegro · Nederland · Noorwegen · Oekraïne · Oostenrijk · Roemenië · Rusland · San Marino · Servië · Slovenië · Spanje · Verenigd Koninkrijk · Wit-Rusland · Zweden · Zwitserland